# Jan Holschuh
Jan Holschuh (* 9. August 1909 in Beerfelden; † 2. August 2000 in Michelstadt) war ein deutscher Elfenbeinschnitzer.
Er war einer der bedeutendsten zeitgenössischen Künstler auf dem Gebiet der Elfenbeinschnitzerei. Neben Großplastiken fertigte er in großem Umfang Kleinskulpturen aus Elfenbein, Mammut und Bernstein sowie Schmuck. Einige seiner über 200 Elfenbeinwerke sind im Deutschen Elfenbeinmuseum Erbach ausgestellt.
Nach einer Elfenbeinschnitzerlehre in Erbach setzte er die Ausbildung in Königsberg fort und studierte von 1931 bis 1933 an der Hochschule für bildende Kunst in Weimar. Ab 1934 war er künstlerischer Leiter der Bernsteinmanufaktur Königsberg; er kehrte im Jahr 1950 nach Erbach zurück.
Für sein künstlerisches Werk erhielt er zahlreiche Auszeichnungen, so den Grand Prix der Weltausstellung 1929 in Barcelona und den Staatspreis München 1966. Seine Arbeit „Bergpredigt“ aus dem Jahr 1959 gilt als einer der Höhepunkte der abstrakten Elfenbeinschnitzerei. 1993 erhielt er die Goethe-Plakette des Landes Hessen.